# Будинок адмірала Лазарєва
Будинок адмірала Лазарєва — історична будівля в Севастополі біля мису Фіолент. Знаходиться біля Георгіївського монастиря, біля сходів, що ведуть до Яшмового пляжу.

## Історія
Будинок побудований 1841 року економією Севастопольського порту для командира Чорноморського флоту — адмірала Михайла Лазарєва.
Будинок був побудований з бутового вапняку в 2 поверхи по південному фасаду, був покритий черепицею. Довжина будинку — 6 сажнів (12,8 м), ширина — 3 сажні (6,4 м). У плані — неправильний чотирикутник. Мав 4 кімнати та кухню. У будинку було 3 печі (руська та 2 голландські), підлога зроблена з нефарбованих дощок. Біля будинку були побудовані флігель та дерев'яна галерея.
З 1841 по 1851 рік, до самої смерті, в ньому жив адмірал Лазарєв.

14 листопада 1854 року найсильніший ураган, який також потопив частину англо-французької ескадри, пошкодив будинок, повністю знісши покрівлю. 1860 року обстежений архітектором Олексієм Авдєєвим і доглядачем казенних будівель Чорноморського флоту К. В'яткіним. Ними було складено кошторис на капітальний ремонт, який було проведено рахунок міської влади.

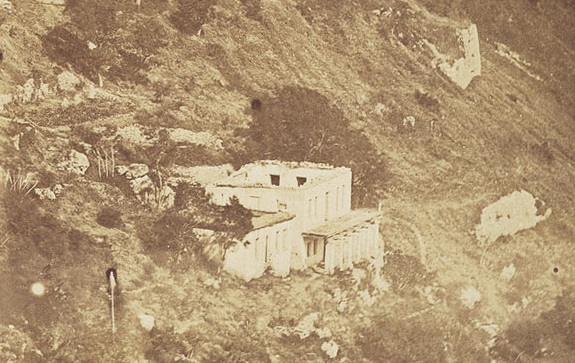
Будинок адмірала у 1855-1856 роках під час Кримської війни на знімку британського військового фотографа Джеймса Робертсона
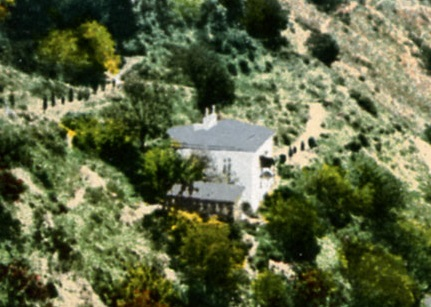
Будинок адмірала Лазарєва на дореволюційній листівці Георгіївського монастиря

Пізніше будівля була пошкоджена Кримським землетрусом 1927 року і в роки Німецько-радянської війни. Знову було відремонтовано після війни. У ньому проживали сім'ї військовослужбовців. У 1985 році визнаний аварійним та розселений. З того часу руйнується і перебуває у занедбаному стані. В 1998 будинок Лазарєва був оголошений пам'яткою історії.
У 2016 році російською окупаційною владою визнаний об'єктом культурної спадщини регіонального значення Російської Федерації. Почалося збирання коштів на ремонт і подальше створення музею. Однак до 2022 року відновлення будівлі так і не було розпочато.